# Helden des Olymp – Das Zeichen der Athene

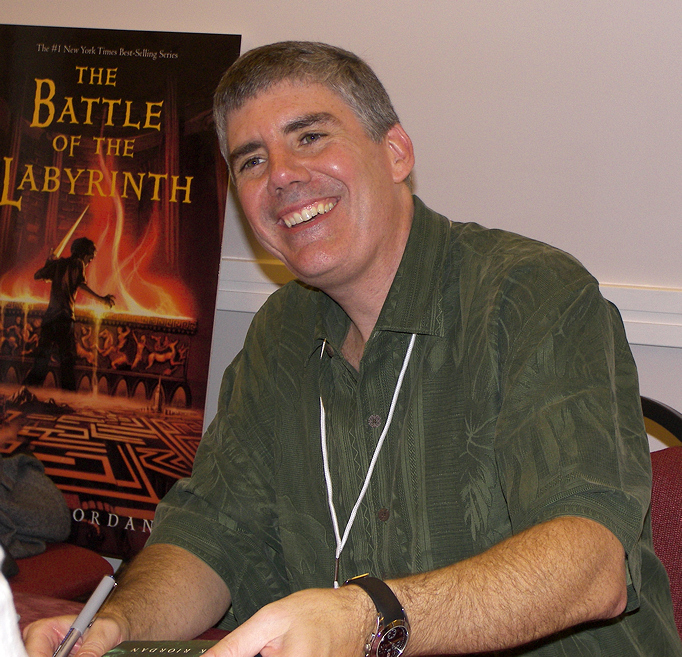
Rick Riordan

Das Zeichen der Athene (Originaltitel The Heroes of Olympus: The Mark of Athena) ist ein Fantasy-Jugendbuch des Schriftstellers Rick Riordan. Die Fortsetzung von Der Sohn des Neptun ist der dritte Band der Helden-des-Olymp-Reihe und wurde im Jahr 2012 veröffentlicht.
Wie auch schon in den vorherigen Bänden, wird die Geschichte in Das Zeichen der Athene in der dritten Person aus der Sicht der sieben Halbgötter erzählt. Die Gruppe der sieben Halbgötter besteht aus Percy Jackson (ein Sohn des Poseidon), Annabeth Chase (Tochter der Athene), Jason Grace (Sohn des Jupiter), Piper McLean (Tochter der Aphrodite), Leo Valdez (Sohn des Hephaistos), Frank Zhang (Sohn des Mars) und Hazel Levesque (Tochter des Pluto).

## Handlung
Das Buch knüpft an Der Sohn des Neptun an. Das griechische Kriegsschiff „Argo II“ landet im römischen Halbblut-Camp, die Heimat der 12. Legion „Fulminata“. Trotz der feindlichen Stellung der Römer kommen die Griechen ins „Camp Jupiter“. Alle erkennen Jason Grace, den ehemaligen Prätor, und Annabeth ihren verschollenen Freund Percy Jackson wieder. Trotz Octavians Vorbehalten heißt Prätorin Reyna nach Percys Zuspruch Jason und die Griechen in Neu-Rom willkommen. Nach einer Willkommensfeier jedoch geht alles schief. Leo greift unerklärlicherweise mit Hilfe der Argo II die Römer an. Nur mit Mühe und Not können sich Annabeth, Percy, Jason, Piper und Frank an Bord retten und abfliegen, während Hazel ihnen auf ihrem Pferd Arion folgt. Das Schiff jedoch wurde schwer beschädigt und muss in Utah am großen Salzsee landen, damit Leo, der immer noch nicht weiß, was in ihn gefahren ist und warum er die Römer angriff, es reparieren kann. Dort treffen Hazel und Leo die Göttin Nemesis und außerdem Narziss und Echo. Nach einem Zwischenstopp in Atlanta, wo Percy, Frank und Trainer Hedge auf Phorkys und Keto treffen, fliegen sie weiter nach Charleston, wo die Mädchen Annabeth, Hazel und Piper auf Pipers Mom, die Göttin Aphrodite treffen.
In Fort Sumter macht sich Annabeth auf die Suche nach einem Zeichen der Athene, während die Römer die Argo II angreifen. Sie findet eine Karte, und die sieben Halbgötter können abermals den Römern entkommen und machen sich auf, den Atlantik Richtung Mittelmeer zu überqueren. Piper hat währenddessen herausgefunden, dass Leo, Jason und Percy von Eidola heimgesucht wurden, bösartigen Geister, die die Kontrolle über den Körper übernehmen. Aus diesem Grund griff Leo das Camp Jupiter an, und aus diesem Grund griffen sich Jason und Percy in Kansas gegenseitig an. Sie zwingt den Eidola mit Hilfe von Charmesprech, die Körper der Jungen zu verlassen und auf den Styx zu schwören, nie wieder jemanden aus der Mannschaft zu besetzen. In Gibraltar treffen Jason und Piper auf Herkules, der sich jedoch ihnen gegenüber nicht freundlich verhält und den sie deshalb austricksen und weiterfahren. Auf den weiteren Reisen durch das Mittelmeer wird das Schiff von Chrysaor, dem Sohn der Medusa, angegriffen. Mit Hilfe eines Tricks gelingt es Percy und Annabeth jedoch, Chrysaors Mannschaft in Angst zu versetzen und sie zur Flucht zu zwingen.
In Rom angekommen, begeben sich Leo, Frank und Hazel auf die Suche nach dem verloren gegangenen Nico di Angelo. Dort werden sie von den Eidola angegriffen, die diesmal jedoch in Maschinen eindringen, aber von Leo und einer Erfindung des antiken Erfinders Archimedes besiegt werden. Da Hazel lediglich das Schwert von Nico orten konnte, finden sie dieses, aber nicht Nico selbst. Jason, Piper und Percy brechen in den Keller des Kolosseums ein und treffen dort auf die Giganten Ephialtes und Otis, die eine große Arena-Show im Kolosseum inszenieren wollen. Bacchus/Dionysos erscheint und hilft Jason und Percy, die Riesen zu besiegen, während Piper den ebenfalls dort eingesperrten Nico befreit. Annabeth muss ihrer eigenen Bestimmung folgen, die Statue der Athena Parthenos zu finden, und trifft auf Arachne, die aufgrund ihres Hochmutes, Athene herauszufordern, von dieser in ein Spinnenwesen verwandelt wurde. Annabeth schafft es, Arachne zu überlisten und sie in einer ihrer eigenen Fallen einzusperren. Genau in dem Moment trifft die Argo II mit allen anderen Helden ein und rettet die Athena Parthenos. Als die Höhle einstürzt, fällt Arachne durch in den darunterliegenden Abgrund in den Tartarus, allerdings zieht sie sowohl Percy als auch Annabeth mit herunter. Im letzten Moment verspricht Nico Percy, die anderen zu den Toren des Todes zu führen. Percy und Annabeth fallen in den Tartarus, und Jason, Piper, Leo, Frank, Hazel, Nico und Trainer Hedge machen sich auf den Weg nach Epirus, wo sich die Tore des Todes in einem Tempel namens „Haus des Hades“ befinden, wo der Ausgang aus dem Tartarus ist.

## Figuren

### Halbgötter
- Percy Jackson, Sohn des Poseidon. Er ist ein mächtiger Halbgott und Besatzungsmitglied der Argo II. Er ist der Freund von Annabeth. Er beteiligt sich im dritten Band an den Kämpfen gegen Phorkys und Keto, Chrysaor, Nymphen im Nymphäum unter Rom und den Riesen Ephialtes und Otis. Er ist zudem zwischenzeitlich von einem Eidolon besessen und kämpft gegen Jason. Am Ende des Buches stürzt er mit Annabeth in den Tartarus, und Nico verspricht ihm, die anderen Halbgötter nach Epirus zu führen, um die Tore des Todes zu schließen.
- Annabeth Chase, Tochter der Athene. Sie ist ebenfalls Besatzungsmitglied der Argo II und ist die Freundin von Percy. Sie beteiligt sich im dritten Band an den Kämpfen gegen Chrysaor und folgt in Rom dem Zeichen der Athene, um die Statue Arthena Parthenos zu bergen. Sie übersteht zahlreiche Prüfungen und besiegt schließlich die Spinne Arachne. Sie stürzt am Ende mit Percy in den Tartarus.
- Jason Grace, Sohn des Jupiter. Er ist ebenfalls Besatzungsmitglied der Argo II und ist der Freund von Piper. Er beteiligt sich an den Kämpfen gegen Herkules, die Nymphen im Nymphäum unter Rom und die Riesen Ephialtes und Otis. Er ist zwischenzeitlich von einem Eidolon besessen und kämpft dabei gegen Percy. Hierbei wird eine Rivalität beschrieben, die vor allem Piper sehr zu schaffen macht.
- Leo Valdez, Sohn des Hephaistos. Er ist Erbauer und Besatzungsmitglied der Argo II. Zudem ist er zwischenzeitlich in Hazel verliebt. Er löst einen Krieg zwischen Griechen und Römern aus, als er, von einem Eidolon besessen, das Forum des römischen Camps beschießt. Er beteiligt sich an den Kämpfen gegen Narziss sowie gegen die Eidola in Archimedes Werkstatt.
- Piper McLean, Tochter der Aphrodite. Sie ist Besatzungsmitglied der Argo II und ist die Freundin von Jason. Sie beteiligt sich an den Kämpfen gegen Herkules, die Nymphen im Nymphäum unter Rom und die Riesen Ephialtes und Otis. Zudem vertreibt sie die Eidola aus den Körpern von Leo, Percy und Jason. Sie beherrscht sehr mächtiges Charmesprech, kommt sich allerdings selbst oft nutzlos vor.
- Hazel Levesque, Tochter des Pluto. Sie ist ebenfalls Besatzungsmitglied der Argo II und Freundin von Frank. Sie beteiligt sich an den Kämpfen gegen Narziss sowie gegen die Eidola in Archimedes Werkstatt. Sie kann verfluchte Reichtümer aus dem Boden hervorrufen und bekommt immer wieder Hilfe von dem sehr schnellen Pferd Arion. Sie versucht sehr energisch die anderen Halbgötter, vor allem Leo und Jason, dazu zu bewegen Nico zu befreien. Zudem ist sie verwirrt, da Leo aussieht wie ihr Schwarm vor ihrem Tod 1943.
- Frank Zhang, Sohn des Mars. Er ist ebenfalls Besatzungsmitglied der Argo II und Freund von Hazel. Er kann sich in Tiere verwandeln, allerdings hängt sein Leben an einem Stück Holz. Er entwickelt eine Rivalität zu Leo, da dieser mit seiner Freundin Hazel flirtet und Witze über ihn reißt. Er beteiligt sich an den Kämpfen gegen Phorkys und Keto sowie gegen die Eidola in Archimedes’ Werkstatt.
- Nico Di Angelo, Sohn des Hades. Ist während des dritten Bandes in einem Bronzekrug von Ephialtes und Otis gefangen. Nachdem er befreit wird, verspricht er Percy, die übrigen Halbgötter nach Epirus zum Haus des Hades zu führen.
- Reyna Ramirez-Arellano, Tochter der Bellona. Tritt im dritten Band nur zweimal kurz auf. Sie ist Prätorin des römischen Camps und ist enttäuscht, dass die Griechen ihr Forum beschossen haben. Dennoch lässt sie Annabeth in Charleston laufen und bekämpft sie nicht.
- Octavian, Nachfahre des Apollo. Ist der Hauptkriegstreiber auf römischer Seite und der Augur des römischen Camps. Er wird von den meisten anderen Hauptcharakteren gehasst.

### Götter, Titanen und historische Personen
- Athene/Minerva
- Terminus
- Nemesis
- Dionysos/Bacchus
- Aphrodite/Venus
- Hera/Juno
- Herakles/Herkules
- Gaia
- Phorkys
- Keto
- Tiberius
- Otis und Ephialtes